# Castell d'Alfarràs
El Castell d'Alfarràs és un edifici desaparegut d'Alfarràs (Segrià) declarat Bé Cultural d'Interès Nacional.

## Descripció
No es coneixen restes ni la possible ubicació del Castell d'Alfarràs. Com a possible ubicació d'aquest castell s'ha proposat un petit turó situat a la banda nord-oest del nucli urbà, on al segle XXI hi ha uns dipòsits d'aigua, però de moment no s'ha trobat res que pugui confirmar aquesta hipòtesi.